# Чемпіонат СЄХЛ 1997—98
Чемпіонат СЄХЛ 1997—98 — 3-й розіграш Східноєвропейської хокейної ліги. У чемпіонаті брали участь десять клубів.

## Регулярний сезон
| М.  | Команда                | І  | В  | Н | П  | Шайби   | О. |
| --- | ---------------------- | -- | -- | - | -- | ------- | -- |
| 1.  | Сокіл (Київ)           | 36 | 30 | 2 | 4  | 160:047 | 62 |
| 2.  | «Німан» (Гродно)       | 36 | 28 | 4 | 4  | 171:046 | 60 |
| 3.  | «Полімір»              | 36 | 26 | 3 | 7  | 171:075 | 55 |
| 4.  | «Юніорс» (Рига)        | 36 | 23 | 2 | 11 | 149:085 | 48 |
| 5.  | «Тівалі» (Мінськ)      | 36 | 15 | 2 | 19 | 123:106 | 32 |
| 6.  | «Юність» (Мінськ)      | 36 | 15 | 1 | 20 | 141:140 | 31 |
| 7.  | Беркут-ППО (Київ)      | 36 | 12 | 4 | 20 | 100:110 | 28 |
| 8.  | ХК «Рига»              | 36 | 8  | 1 | 27 | 82:177  | 17 |
| 9.  | «Енергія» (Електренай) | 36 | 7  | 1 | 28 | 88:223  | 15 |
| 10. | «Крижинка» (Київ)      | 36 | 6  | 0 | 30 | 66:242  | 12 |

## Другий етап

### Чемпіонська група
| М. | Команда           | І  | В  | Н | П  | Шайби   | О. |
| -- | ----------------- | -- | -- | - | -- | ------- | -- |
| 1. | «Сокіл» (Київ)    | 46 | 39 | 3 | 4  | 213:056 | 81 |
| 2. | «Німан» (Гродно)  | 46 | 35 | 4 | 7  | 216:072 | 74 |
| 3. | «Полімір»         | 46 | 32 | 4 | 10 | 211:109 | 68 |
| 4. | «Юніорс» (Рига)   | 46 | 25 | 3 | 18 | 174:130 | 53 |
| 5. | «Тівалі» (Мінськ) | 46 | 17 | 3 | 26 | 148:155 | 37 |
| 6. | «Юність» (Мінськ) | 46 | 16 | 3 | 27 | 176:200 | 35 |

### 7 - 10 місця
| М.  | Команда                | І  | В  | Н | П  | Шайби   | О. |
| --- | ---------------------- | -- | -- | - | -- | ------- | -- |
| 7.  | Беркут-ППО (Київ)      | 48 | 20 | 5 | 23 | 153:133 | 45 |
| 8.  | «Крижинка» (Київ)      | 48 | 13 | 2 | 33 | 103:277 | 28 |
| 9.  | «Енергія» (Електренай) | 48 | 10 | 4 | 34 | 122:270 | 24 |
| 10. | ХК «Рига»              | 48 | 10 | 3 | 35 | 110:224 | 23 |

## Нагороди
Найкращі гравці
- Найкращий воротар: Андрій Зінков («Юніорс»)
- Найкращий захисник: Артур Лачаунієк («Полімір»)
- Найкращий нападник: Олександр Зіневич («Сокіл»)

Команда усіх зірок
- Воротар: Андрій Зінков («Юніорс»)
- Захисники: Артур Лачаунієк («Полімір»), Андрій Савченко («Сокіл»)
- Нападники: Дмитро Марковський  («Сокіл»), Олексій Хромченков («Юніорс»), Олександр Зіневич («Сокіл»)

## Кубок СЄХЛ
Проходив 4 - 31 березня 1998.
1/4 фіналу
- «Юніорс» (Рига) - «Тівалі» (Мінськ) - 5:4 (бул), 3:2
- «Полімір» - «Юність» (Мінськ) - 5:3, 2:0

Півфінали
- «Сокіл» (Київ) - «Юніорс» (Рига) - 3:1, 7:1
- «Німан» (Гродно) - «Полімір» - 3:2 (ОТ), 5:2

Фінал
- «Сокіл» (Київ) - «Німан» (Гродно) - 4:2, 5:0, 6:1